# Laperousea quindecimpunctata
Laperousea quindecimpunctata là một loài nhện trong họ Linyphiidae.
Loài này thuộc chi Laperousea. Laperousea quindecimpunctata được Arthur T. Urquhart. miêu tả năm 1893.